# آرتور کوتنکو
آرتور کوتنکو (استونیایی: Artur Kotenko؛ زادهٔ ۲۰ اوت ۱۹۸۱) بازیکن فوتبال اهل استونی است.
از باشگاه‌هایی که در آن بازی کرده‌است می‌توان به باشگاه فوتبال لوادیا تالین، باشگاه فوتبال ناروا ترانس، باشگاه فوتبال روان باکو، باشگاه فوتبال وایکینگ، و باشگاه فوتبال شاختیور سالیهورسک اشاره کرد.
وی همچنین در تیم ملی فوتبال استونی بازی کرده‌است.